# AFC West
De American Football Conference West Division of AFC West is een divisie van de NFL's American Football Conference. De divisie heeft vier deelnemers: Denver Broncos, Los Angeles Chargers, Kansas City Chiefs en Las Vegas Raiders.

## Teams
De volgende teams hebben in de AFC West gespeeld:
| Team                 | Stad                    | Periode in AFC West | AFC West-titels | Super Bowls            | Eerdere naam                                                              |
| -------------------- | ----------------------- | ------------------- | --------------- | ---------------------- | ------------------------------------------------------------------------- |
| Denver Broncos       | Denver, Colorado        | 1970–heden          | 15              | 3 (1997, 1998 en 2015) |                                                                           |
| Kansas City Chiefs   | Kansas City, Missouri   | 1970–heden          | 16              | 3 (2019, 2022, 2023)   |                                                                           |
| Las Vegas Raiders    | Paradise, Nevada        | 1970–heden          | 12              | 3 (1976, 1980 en 1983) | Oakland Raiders (1970–1981 en 1995–2019), Los Angeles Raiders (1982–1994) |
| Los Angeles Chargers | Los Angeles, Californië | 1970–heden          | 10              | geen                   | San Diego Chargers (1970–2016)                                            |
| Seattle Seahawks     | Seattle, Washington     | 1977–2001           | 2               | geen                   |                                                                           |
| Tampa Bay Buccaneers | Tampa, Florida          | 1976                | geen            | geen                   |                                                                           |

## Divisie-indeling
De AFC West werd opgericht in 1970, samen met de AFC Central en de AFC East, na de fusie van de American Football League met de National Football League. In de oude AFL was ook al een West Division, met daarin vijf teams. Vier daarvan werden bij de oprichting van de AFC in het westen gehouden: de Denver Broncos, de Kansas City Chiefs, de Oakland Raiders en de San Diego Chargers. Het vijfde team (de Cincinnati Bengals) werd in de AFC Central geplaatst. Om de AFL (tien teams) en de oude NFL (zestien teams) gelijk te houden, kwamen er drie niet-AFL-teams in de AFC. Deze werden geplaatst in de AFC Central en de AFC East. Hiermee was de AFC West de enige van de drie AFC-divisies waarin alle ploegen uit de AFL kwamen.
In 1976 kwamen er twee nieuwe ploegen in de AFL; de Tampa Bay Buccaneers en de Seattle Seahawks. De Seahawks kwamen in de NFC en de Buccaneers in de AFC West. Een jaar later wisselden de nieuwkomers echter al van conference en namen de Seahawks de plek van de Buccaneers in de AFC West over.
De enige verandering in de volgende decennia betrof de Oakland Raiders: in 1982 verhuisden ze naar het zuiden, van de San Francisco Bay Area naar Los Angeles. Dertien jaar later gingen ze echter weer terug naar Oakland.
In 2002 breidde de NFL uit naar inmiddels 32 teams. Men besloot om in beide conferences een extra divisie te creëren, zodat elke divisie vier teams zou hebben. De Seattle Seahawks keerden toen terug naar de NFC, maar verder bleef de divisie intact. Hierdoor keerde de AFC West weer terug naar de indeling die ze van 1970 tot 1975 al hadden.
In 2017 besloten de Chargers te verhuizen naar Los Angeles, de stad waar ze in het AFL-tijdperk ook een korte periode speelden. Drie jaar later vertrokken de Raiders voor de tweede maal uit Oakland, ditmaal naar Las Vegas. Hiermee werden ze de eerste NFL-ploeg in de staat Nevada.
- 1970–1975: Denver Broncos, Kansas City Chiefs, Oakland Raiders en San Diego Chargers
- 1976: Denver Broncos, Kansas City Chiefs, Oakland Raiders, San Diego Chargers en Tampa Bay Buccaneers
- 1977–1981: Denver Broncos, Kansas City Chiefs, Oakland Raiders, San Diego Chargers en Seattle Seahawks
- 1982–1994: Denver Broncos, Kansas City Chiefs, Los Angeles Raiders, San Diego Chargers en Seattle Seahawks
- 1995–2001: Denver Broncos, Kansas City Chiefs, Oakland Raiders, San Diego Chargers en Seattle Seahawks
- 2002–2016: Denver Broncos, Kansas City Chiefs, Oakland Raiders en San Diego Chargers
- 2017–2019: Denver Broncos, Kansas City Chiefs, Oakland Raiders en Los Angeles Chargers
- 2020–heden: Denver Broncos, Kansas City Chiefs, Las Vegas Raiders en Los Angeles Chargers

## Winnaars
In dit overzicht zijn de ploegen te vinden die zich voor de AFC West wisten te plaatsen voor de play-offs, met tussen haakjes de bereikte ronde.
| Kleur of afkorting | Betekenis                                 |
| ------------------ | ----------------------------------------- |
| Geel               | AFC West-team won AFC-titel en Super Bowl |
| Rood               | AFC West-team won AFC-titel               |
| (SB)               | Team won AFC-titel en Super Bowl          |
| (F)                | Team won AFC-titel                        |
| (HF)               | Team verloor AFC Championship             |
| (KF)               | Team verloor Divisional Playoffs          |
| (WC)               | Team verloor Wild Card Playoffs           |

| Seizoen | Winnaar                  | Balans | Percentage | Wild-Card-teams                                   |
| ------- | ------------------------ | ------ | ---------- | ------------------------------------------------- |
| 1970    | Oakland Raiders (HF)     | 8-2-4  | 0,643      |                                                   |
| 1971    | Kansas City Chiefs (KF)  | 10-1-3 | 0,750      |                                                   |
| 1972    | Oakland Raiders (KF)     | 10-1-3 | 0,750      |                                                   |
| 1973    | Oakland Raiders (HF)     | 9-1-4  | 0,679      |                                                   |
| 1974    | Oakland Raiders (HF)     | 12-0-2 | 0,857      |                                                   |
| 1975    | Oakland Raiders (HF)     | 11-0-3 | 0,786      |                                                   |
| 1976    | Oakland Raiders (SB)     | 13-0-1 | 0,929      |                                                   |
| 1977    | Denver Broncos (F)       | 12-0-2 | 0,875      | Oakland Raiders (HF)                              |
| 1978    | Denver Broncos (KF)      | 10-0-6 | 0,625      |                                                   |
| 1979    | San Diego Chargers (KF)  | 12-0-4 | 0,750      | Denver Broncos (WC)                               |
| 1980    | San Diego Chargers (HF)  | 11-0-5 | 0,688      | Oakland Raiders (SB)                              |
| 1981    | San Diego Chargers (HF)  | 10-0-6 | 0,625      |                                                   |
| 1982    | Los Angeles Raiders (KF) | 8-0-1  | 0,889      | San Diego Chargers (KF)                           |
| 1983    | Los Angeles Raiders (SB) | 12-0-4 | 0,750      | Seattle Seahawks (HF), Denver Broncos (WC)        |
| 1984    | Denver Broncos (KF)      | 13-0-3 | 0,813      | Seattle Seahawks (KF), Los Angeles Raiders (WC)   |
| 1985    | Los Angeles Raiders (KF) | 12-0-4 | 0,750      |                                                   |
| 1986    | Denver Broncos (F)       | 11-0-5 | 0,688      | Kansas City Chiefs (WC)                           |
| 1987    | Denver Broncos (F)       | 10-1-4 | 0,700      | Seattle Seahawks (WC)                             |
| 1988    | Seattle Seahawks (KF)    | 9-0-7  | 0,563      |                                                   |
| 1989    | Denver Broncos (F)       | 11-0-5 | 0,688      |                                                   |
| 1990    | Los Angeles Raiders (HF) | 12-0-4 | 0,750      | Kansas City Chiefs (WC)                           |
| 1991    | Denver Broncos (HF)      | 12-0-4 | 0,750      | Kansas City Chiefs (KF), Los Angeles Raiders (WC) |
| 1992    | San Diego Chargers (KF)  | 11-0-5 | 0,688      | Kansas City Chiefs (WC)                           |
| 1993    | Kansas City Chiefs (HF)  | 11-0-5 | 0,688      | Los Angeles Raiders (KF), Denver Broncos (WC)     |
| 1994    | San Diego Chargers (F)   | 11-0-5 | 0,688      | Kansas City Chiefs (WC)                           |
| 1995    | Kansas City Chiefs (KF)  | 13-0-3 | 0,813      | San Diego Chargers (WC)                           |
| 1996    | Denver Broncos (KF)      | 13-0-3 | 0,813      |                                                   |
| 1997    | Kansas City Chiefs (KF)  | 13-0-3 | 0,813      | Denver Broncos (SB)                               |
| 1998    | Denver Broncos (SB)      | 14-0-2 | 0,875      |                                                   |
| 1999    | Seattle Seahawks (WC)    | 9-0-7  | 0,563      |                                                   |
| 2000    | Oakland Raiders (HF)     | 12-0-4 | 0,750      | Denver Broncos (WC)                               |
| 2001    | Oakland Raiders (KF)     | 10-0-6 | 0,625      |                                                   |
| 2002    | Oakland Raiders (F)      | 11-0-5 | 0,688      |                                                   |
| 2003    | Kansas City Chiefs (KF)  | 13-0-3 | 0,813      | Denver Broncos (WC)                               |
| 2004    | San Diego Chargers (WC)  | 12-0-4 | 0,750      | Denver Broncos (WC)                               |
| 2005    | Denver Broncos (HF)      | 13-0-3 | 0,813      |                                                   |
| 2006    | San Diego Chargers (KF)  | 14-0-2 | 0,875      | Kansas City Chiefs (WC)                           |
| 2007    | San Diego Chargers (HF)  | 11-0-5 | 0,688      |                                                   |
| 2008    | San Diego Chargers (KF)  | 8-0-8  | 0,500      |                                                   |
| 2009    | San Diego Chargers (KF)  | 13-0-3 | 0,813      |                                                   |
| 2010    | Kansas City Chiefs (WC)  | 10-0-6 | 0,625      |                                                   |
| 2011    | Denver Broncos (KF)      | 8-0-8  | 0,500      |                                                   |
| 2012    | Denver Broncos (KF)      | 13-0-3 | 0,813      |                                                   |
| 2013    | Denver Broncos (F)       | 13-0-3 | 0,813      | Kansas City Chiefs (WC), San Diego Chargers (KF)  |
| 2014    | Denver Broncos (KF)      | 12-0-4 | 0,750      |                                                   |
| 2015    | Denver Broncos (SB)      | 12-0-4 | 0,750      | Kansas City Chiefs (KF)                           |
| 2016    | Kansas City Chiefs (KF)  | 12-0-4 | 0,750      | Oakland Raiders (WC)                              |
| 2017    | Kansas City Chiefs (WC)  | 10-0-6 | 0,625      |                                                   |
| 2018    | Kansas City Chiefs (HF)  | 12-0-4 | 0,750      | Los Angeles Chargers (KF)                         |
| 2019    | Kansas City Chiefs (SB)  | 12-0-4 | 0,750      |                                                   |
| 2020    | Kansas City Chiefs (F)   | 14-0-2 | 0,875      |                                                   |
| 2021    | Kansas City Chiefs (HF)  | 12-0-5 | 0,706      | Las Vegas Raiders (WC)                            |
| 2022    | Kansas City Chiefs (SB)  | 14-0-3 | 0,824      | Los Angeles Chargers (WC)                         |
| 2023    | Kansas City Chiefs (SB)  | 11-0-6 | 0,647      |                                                   |
| 2024    | Kansas City Chiefs (F)   | 15-0-2 | 0,882      | Los Angeles Chargers (WC), Denver Broncos (WC)    |

## Records en trivia
- De Denver Broncos en de Oakland/Los Angeles Raiders (tegenwoordig Las Vegas Raiders) zijn met drie Super Bowls de succesvolste teams in de AFC West.
- De Broncos zijn qua divisie-titels (vijftien) het succesvolste AFC West-team.
- De Denver Broncos zijn ook het AFC West-team dat het langst wacht op plaatsing voor de play-offs (laatste keer was in 2015).
- De beste score voor een AFC West-team in het reguliere seizoen is 0,929 (13 zeges en 1 nederlaag). Dit werd behaald door de Oakland Raiders in 1976.
- De slechtste score voor een AFC West-team in het reguliere seizoen is alles verliezen (14 duels). Dit werd behaald door de Tampa Bay Buccaneers, ook in 1976 (hun enige seizoen in deze divisie).

American Football Conference
National Football Conference
Super Bowl · Pro Bowl